# Spandivoltafieno

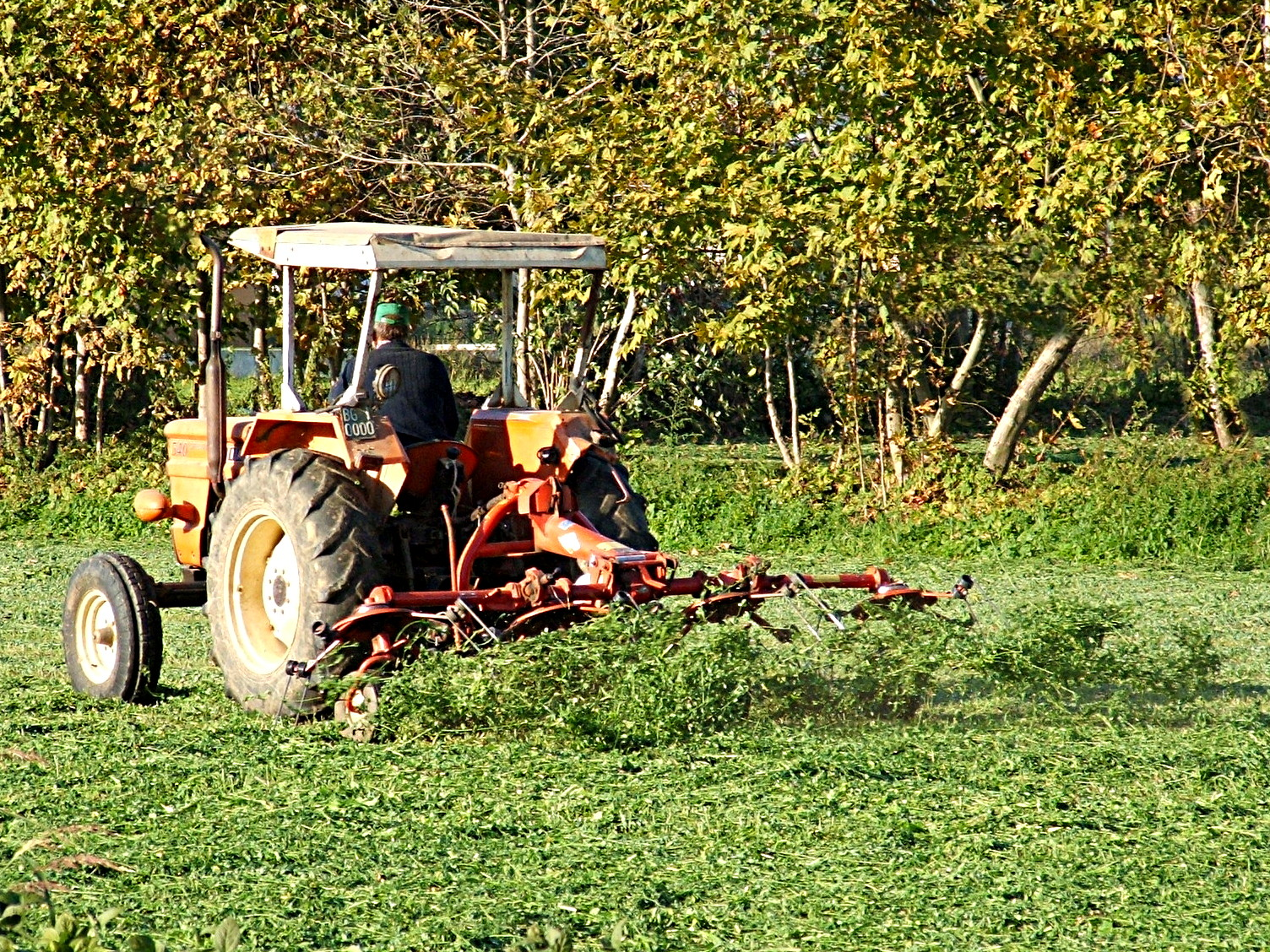
Voltafieno in azione

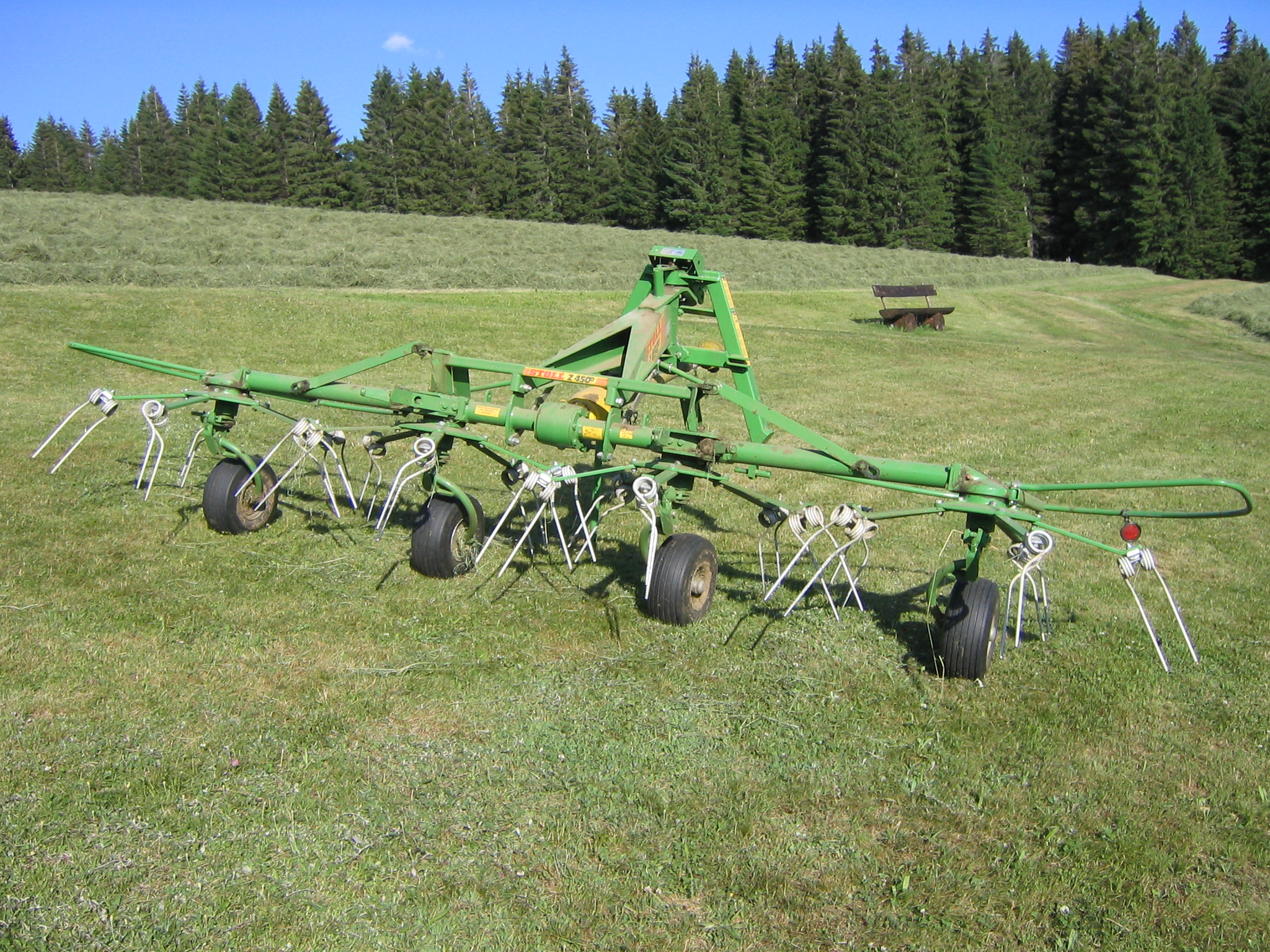
Moderno spandivoltafieno

Lo Spandivoltafieno è una macchina agricola che serve a smuovere e voltare il fieno.
Il fieno, precedentemente tagliato, viene raccolto in grosse fila (andane) alla sera e ridistribuito la mattina successiva al fine di accelerarne l'essiccazione, dopodiché una volta correttamente essiccato viene raccolto con l'uso dell'apposita raccogli-imballatrice.